# Ringo (Album)
 Ringo ist das dritte Studioalbum von Ringo Starr nach der Trennung der Beatles. Es wurde am 9. November 1973 in Großbritannien (USA: 2. November 1973) veröffentlicht.

## Entstehungsgeschichte
Nach dem Erscheinen der ersten beiden Alben, die beide keine gängige Popmusik des Jahres 1970 enthielten, sondern sogenannte Standards beim Album Sentimental Journey, sowie Country-Musik beim Nachfolgealbum Beaucoups of Blues, entschied sich Ringo Starr, musikalisch kommerzielleres Material aufzunehmen.
Am 9. April 1971 erschien die von George Harrison produzierte Single It Don’t Come Easy / Early 1970 in Großbritannien, in den USA wurde sie am 16. April 1971 veröffentlicht. Beide Titel wurden von Ringo Starr geschrieben; It Don’t Come Easy präsentierte er während des Konzerts für Bangladesch live. Im folgenden Jahr erschien am 17. März 1972 die Single Back Off Boogaloo / Blindman in Großbritannien (USA: 20. März 1972); wiederum handelte es sich um zwei Ringo-Starr-Kompositionen, wobei auch hier George Harrison die A-Seite produzierte. Die B-Seite: Blindman wurde von Ringo Starr und Klaus Voormann produziert. Im November 1972 wurde das Album Tommy – As Performed by the London Symphony Orchestra & Chamber Choir with The Who and Various Artists veröffentlicht, bei dem Ringo Starr als Uncle Ernie die Lieder Fiddle About und Tommy’s Holiday Camp sang. Darüber hinaus fungierte Ringo Starr als Schauspieler in den Filmen 200 Motels (1971), Blindman (1971) und That’ll be the Day (1973).
Für sein erstes pop-orientiertes Album wählte Ringo Starr Richard Perry als Produzenten. Perry hatte für das Album Sentimental Journey einen Titel arrangiert, und während der Aufnahmen zu Harry Nilssons Album Son of Schmilsson im März 1972, bei dem Ringo Starr Schlagzeug spielte und Richard Perry Produzent war, wurde der Beschluss gefasst, ein Album aufzunehmen. Die ersten Aufnahmen begannen ein Jahr später, zwischen dem 5. März und 30. April 1973 in Los Angeles. Vom 5. bis 27. März fanden die Sessions im Sunset Sound statt. Ab dem 10. März 1973 war auch George Harrison anwesend, mit dem Ringo Starr die Gemeinschaftskomposition Photograph sowie die – bis dahin noch unveröffentlichten – Harrison-Kompositionen Sunshine Life For Me (Sail Away Raymond) und You and Me (Babe) aufnahm. Der letztere Titel war eine Gemeinschaftskomposition mit Mal Evans. John Lennon überließ Ringo Starr seine Komposition I’m the Greatest. Bei der Aufnahme des Stücks am 13. März 1973 spielte Lennon Klavier und übernahm den Hintergrundgesang, George Harrison spielte Gitarre, Ringo Starr sang und spielte Schlagzeug. Damit fehlte nur Paul McCartney zu einer Beatles-Reunion. Den Bass spielte allerdings Klaus Voormann, die Orgel Billy Preston. Eine Version des Liedes, bei dem John Lennon singt, wurde 1998 auf dem Album John Lennon Anthology veröffentlicht. Die Arbeit an Ringo wurde in den Burbank Studios, Sound Labs und Producers Workshop fortgesetzt.
Im April 1973 flog Ringo Starr nach London, wo er in den Apple- und EMI-Studios die neue Paul-McCartney-Komposition Six O’Clock aufnahm, darüber hinaus fügte McCartney noch ein Kazoo-Solo für das Lied You’re Sixteen hinzu. Dieser Titel war 1960 ein Hit für Johnny Burnette. Danach nahm er You're Sixteen und Step Lightly mit Harry Nilsson auf. Weitere Aufnahmen fanden bis zum September 1973 wieder in Los Angeles statt, der Großteil war allerdings schon im Juli beendet. Have You Seen My Baby hatte Randy Newman auf seinem Album 12 Songs veröffentlicht. Die übrigen Lieder des Albums waren (Gemeinschafts-)Kompositionen von Ringo Starr.
Das Album ist das kommerziell erfolgreichste von Ringo Starr, es enthält drei Top-Ten-Hit-Singles, wobei Photograph und You’re Sixteen in den USA mit Gold ausgezeichnet wurden. Im November 1991 wurde das Album in den USA mit Platin für eine Million verkaufter Exemplare ausgezeichnet.
Nach dem kommerziellen Erfolg der Singles schickte John Lennon Starr ein Telegramm, in dem er schrieb: „Herzlichen Glückwunsch. Wie kannst du es wagen? Und bitte schreib mir einen Hit.“

## Covergestaltung
Der Entwurf des aufklappbaren Albumcovers stammt von Barry Feinstein. Die Coverbilder wurden von Tim Bruckner gezeichnet, das Vorderseitencover zeigt alle Musiker, die am Album beteiligt waren. Bruckner sagte 2015 zum Cover: „Damals gab es noch kein Konzept. Ich stellte 10 Konzeptskizzen zusammen und sie wählten die mit ihm auf der Bühne mit einem Balkon voller Menschen aus. Es gibt 26 Porträts auf dem Balkon. Der Rest sind Menschen, die ich erfunden habe.“
Weiterhin lag der Originalausgabe der Langspielplatte ein 24-seitiges Heft bei, das zehn Lithografien von Klaus Voormann enthält. Die Oberseite des Vordercovers trug den Satz Duit on mon dei, basierend auf dem englischen königlichen Motto „Dieu et mon droit“ (französisch für „Gott und mein Recht“). Tim Bruckner wurde von Harry Nilsson gebeten, den Satz aufzunehmen, der auch als Titel für sein 1975er Album verwendet wurde.

## Titelliste
Seite 1:
1. I’m the Greatest (John Lennon) – 3:21
2. Have You Seen My Baby (Randy Newman) – 3:44
3. Photograph (George Harrison / Richard Starkey a) – 3:56
4. Sunshine Life for Me (Sail Away Raymond) (George Harrison) – 2:45
5. You’re Sixteen (Robert B. Sherman / Richard M. Sherman) – 2:48

Seite 2:
1. Oh My My (Vini Poncia / Richard Starkey) – 4:16
2. Step Lightly (Richard Starkey) – 3:15
3. Six O’Clock (Paul McCartney) – 4:06
4. Devil Woman (Vini Poncia / Richard Starkey) – 3:50
5. You and Me (Babe) (George Harrison / Mal Evans) – 4:59

Bonus-Titel 1991:
1. It Don’t Come Easy (Richard Starkey) – 3:02 Single A-Seite vom April 1971
2. Early 1970 (Richard Starkey) – 2:20 Single B-Seite vom April 1971
3. Down and Out (Richard Starkey) – 3:04 B-Seite der Single Photograph. In der Titelabfolge der CD-Wiederveröffentlichung belegt Down and Out Position 4.

## Wiederveröffentlichungen
- Die Erstveröffentlichung im CD-Format erfolgte im März 1991 mit drei Bonustiteln. Der CD liegt ein zwölfseitiges bebildertes Begleitheft bei, das Informationen von Staffan Olander zu dem Album enthält. Auf der CD wird Down And Out als vierter Track (zwischen Photograph und Sunshine Life For Me (Sail Away Raymond)) in das Album eingefügt. Weiterhin beginnt You and Me (Babe) überblendet über dem Ende von Devil Woman, obwohl beim Originalalbum diese Lieder durch eine Pause getrennt war. Die längere Version von Six O'Clock wurde nicht als Bonustrack zur Neuauflage dieses Albums hinzugefügt, sondern zur Neuauflage von Goodnight Vienna.[6]
- Die CD erschien im Oktober 1994 von Steve Hoffmann neu remastert in der DCC Compact Classics Edition, wobei der Titel Down and Out nicht die Position 4, sondern 13 belegt. Der CD liegt ein 28-seitiges bebildertes Begleitheft bei, das Informationen von Staffan Olander zu den Liedern und dem Album und die Liedtexte enthält.[7]
- Im August 2007 wurde das Album im Download-Format veröffentlicht.

## Single-Auskopplungen

### Photograph
Die erste Single Photograph / Down and Out erschien vorab am 24. September 1973 in den USA und am 19. Oktober 1973 in Großbritannien.
Die Promotionsingle wurde in den USA wie folgt veröffentlicht: auf der A-Seite befindet sich die Monoversion und auf der B-Seite die Stereoversion der A-Seite der Kaufsingle.
In Mexiko wurde eine EP mit dem Titel Photograph veröffentlicht, die folgende Lieder enthält: Photograph / Sunshine Life for Me (Sail Away Raymond) / Step Lightly / Down and Out.

### You’re Sixteen
Als zweite Single wurde am 3. Dezember 1973 You’re Sixteen / Devil Woman in den USA und am 8. Februar 1974 in Großbritannien veröffentlicht.
Die Promotionsingle wurde in den USA wie folgt veröffentlicht: Auf der A-Seite befindet sich die Monoversion und auf der B-Seite die Stereoversion der A-Seite der Kaufsingle.
In Ecuador wurde 1974 eine EP mit dem Titel You’re Sixteen veröffentlicht, die folgende Lieder enthält: You’re Sixteen / Devil Woman / Down and Out / Photograph.

### Oh My My
Am 18. Februar 1974 erschien in den USA (im März 1974 in Deutschland, in Großbritannien wurde sie nicht veröffentlicht) die dritte Single Oh My My / Step Lightly. Die Singleversion von Oh My My wurde gekürzt.
Die Promotionsingle wurde in den USA wie folgt veröffentlicht: Auf der A-Seite befindet sich die gekürzte Monoversion und auf der B-Seite die Stereoversion der A-Seite der Kaufsingle.

## Kommerzieller Erfolg

### Chartplatzierungen
Album
| ChartsChartplatzierungen       | Höchstplatzierung | Wochen/ Monate |
| ------------------------------ | ----------------- | -------------- |
| Deutschland (GfK)              | 28 (7 Mt.)        | 7 Mt.          |
| Vereinigte Staaten (Billboard) | 2 (37 Wo.)        | 37 Wo.         |
| Vereinigtes Königreich (OCC)   | 7 (20 Wo.)        | 20 Wo.         |

Singles
Ringo Starr erreichte mit seinen drei Singleauskopplungen aus einem Album in den USA drei Top-Fünf-Single-Hits, davon zwei Nummer-eins-Hits. Diesen Charterfolg konnte weder John Lennon, Paul McCartney noch George Harrison erreichen.
| Jahr | Titel          | Höchstplatzierung, Gesamtwochen, AuszeichnungChartplatzierungen (Jahr, Titel, , Platzierungen, Wochen, Auszeichnungen, Anmerkungen) | Höchstplatzierung, Gesamtwochen, AuszeichnungChartplatzierungen (Jahr, Titel, , Platzierungen, Wochen, Auszeichnungen, Anmerkungen) | Höchstplatzierung, Gesamtwochen, AuszeichnungChartplatzierungen (Jahr, Titel, , Platzierungen, Wochen, Auszeichnungen, Anmerkungen) | Höchstplatzierung, Gesamtwochen, AuszeichnungChartplatzierungen (Jahr, Titel, , Platzierungen, Wochen, Auszeichnungen, Anmerkungen) | Anmerkungen |
| Jahr | Titel          | DE | CH | UK | US | Anmerkungen |
| ---- | -------------- | --- | --- | --- | --- | ----------- |
| 1973 | Photograph     | DE5 (18 Wo.)DE | CH6 (7 Wo.)CH | UK8 (13 Wo.)UK | US1 Gold · (16 Wo.)US |             |
| 1973 | You’re Sixteen | DE19 (19 Wo.)DE | — | UK4 Silber · (10 Wo.)UK | US1 Gold · (15 Wo.)US |             |
| 1974 | Oh My My       | DE34 (3 Wo.)DE | — | — | US5 (14 Wo.)US |             |

### Auszeichnungen für Musikverkäufe
| Land/Region                  | Auszeichnungen für Musikverkäufe (Land/Region, Auszeichnung, Verkäufe) | Verkäufe  |
| ---------------------------- | ---------------------------------------------------------------------- | --------- |
| Vereinigte Staaten (RIAA)    | Platin                                                                 | 1.000.000 |
| Vereinigtes Königreich (BPI) | Gold                                                                   | 100.000   |
| Insgesamt                    | 1× Gold · 1× Platin ·                                                  | 1.100.000 |

## Weitere Informationen
- Eine längere Version von Six O’Clock wurde auf Promotionsalben sowie der Erstauflage von US-amerikanischen Musikkassetten von Ringo veröffentlicht, eine weitere Veröffentlichung erfolgte im November 1992 auf der CD-Version des Albums Goodnight Vienna.
- Für das Lied Photograph wurde ein Musikvideo für Werbezwecke aufgezeichnet, ebenso für die hier als Bonustitel veröffentlichte Single It Don’t Come Easy. Das Musikvideo für Photograph wurde in Starrs Haus in Tittenhurst Park gedreht, der in der BBC-Fernsehsendung Top Of The Pops gezeigt wurde.
- Eine Instrumentalversion von Ringo mit dem Titel Startling Music wurde von David Hentschel produziert und am 18. April 1975 in Großbritannien veröffentlicht. Es war die erste Veröffentlichung auf Starrs Label Ringo O. Das Instrumentalalbum wurde erst am 17. Februar 1979 in den USA veröffentlicht.